# Lucy-le-Bocage
Lucy-le-Bocage es una comuna francesa situada en el departamento de Aisne, en la región de Alta Francia.

## Demografía
| 154 | 140 | 124 | 132 | 141 | 166 | 209 |
| Para los censos de 1962 a 1999 la población legal corresponde a la población sin duplicidades (Fuente: INSEE [Consultar]) |     |     |     |     |     |     |